# Tornskov
Tornskov (dansk) eller Tornschau (tysk)  er en landsby beliggende syd for Flensborg på Trenens østlige bred overfor byen Tarp (Tarup). Administrativt hører landsbyen under Tarp kommune i Slesvig-Flensborg kreds i den nordtyske delstat Slesvig-Holsten. I den danske periode indtil 1864 hørte Tornskov under Eggebæk Sogn (Ugle Herred, Flensborg Amt, Slesvig/Sønderjylland).
Tornskov er første gang nævnt 1448. Navnet henføres plantenavnet glda. thorn og oldn. þorn (≈tjørn). Udtalen med kort -o- beror på tidlig forkortelse (eller udebleven forlængelse foran -rn). Syd for Tornskov ligger Kjeldbæk, i øst går den nord-sydgående motorvej A 7/E45 (Sønderjyske Motorvej).